# بيتر ستين
بيتر ستين (بالدنماركية: Peter Steen)‏ هو ممثل دانمركي، ولد في 22 يناير 1936 براندرس في الدنمارك، وتوفي في 7 فبراير 2013 في الدنمارك.

## وصلات خارجية
- بيتر ستين على موقع IMDb (الإنجليزية)
- بيتر ستين على موقع ألو سيني (الفرنسية)
- بيتر ستين على موقع ميوزك برينز (الإنجليزية)
- بيتر ستين على موقع أول موفي (الإنجليزية)
- بيتر ستين على موقع قاعدة بيانات الأفلام السويدية (السويدية)
- بيتر ستين على موقع قاعدة بيانات الفيلم (الإنجليزية)
- بيتر ستين على موقع كينوبويسك (الروسية)